# Amy Williams
Amy Williams   (Buffalo, 19 de juny de 1969) és un compositoraa i pianista nord-americà.Va néixer a Buffalo, Nova York, en una família de músics, amb la seva mare com a violista de l'Orquestra Filharmònica de Buffalo i el seu pare percussionista i professor emèrit a la universitat de Buffalo.
Una de les obres més destacades de Williams és la seva ambiciosa sèrie Cineshape de peces de cambra inspirades en diferents pel·lícules. Aquest es va presentar el maig de 2016 amb actuacions en directe del JACK Quartet, la flautista Lindsey Goodman i el percussionista Scott Christian, amb un nou component de vídeo d'Aaron Henderson.
Va començar a tocar el piano amb quatre anys i un temps més tard va començar amb la flauta. El seu primer mestre, va ser el llegendari Robert Dick. Al llarg de la seva infància, va estar exposada a l'última música contemporània interpretada al Center for the Creative and Performing Arts, trobant compositors que després es convertirien en grans influències en les seves pròpies obres, com John Cage, Morton Feldman, Lukas Foss i Elliott Carter.
Va anar a la universitat de Bennington i mentre estava allà, va decidir dedicar la seva vida a la interpretació i composició de musica contemporanea. Després d'un any de beques a Dinamarca, va retornar a Buffalo per a completar la seua mestria en piano en la Universitat de Buffalo amb el pianista i compositor Yvar MIkashoff, però treballa principalment amb David Fleder. Va retornar a Bennington el 1998 com a membre de la facultat de música i va acabar traslladant-se a una posició de facultat en la Northwestern University en el 2000. Des del 2005 va començar a ensenyar composició i teoria a la Universitat de Pittsburgh a on és mestra associada.